# Violet (Louisiana)
Violet is een plaats (census-designated place) in de Amerikaanse staat Louisiana, en valt bestuurlijk gezien onder St. Bernard Parish.

## Demografie
Bij de volkstelling in 2000 werd het aantal inwoners vastgesteld op 8555.

## Geografie
Volgens het United States Census Bureau beslaat de plaats een oppervlakte van
11,8 km², waarvan 10,5 km² land en 1,3 km² water.

## Plaatsen in de nabije omgeving
De onderstaande figuur toont nabijgelegen plaatsen in een straal van 12 km rond Violet.